# 電気自動車等の整備業務従事者
電気自動車等の整備業務従事者（でんきとりあつかいしゃ）とは、「電気自動車等の整備業務に係る特別教育」を修了した者。

## 概要
2019年10月1日から、低圧電気取扱者から独立した資格。

## 受講資格
- 満18歳以上

## 特別教育
- 特別教育は各事業所（企業等）又は都道府県労働局長登録教習機関において行われる。
- 安全衛生特別教育規程において規定されている教育時間は7時間以上となっている。[2]

### 講習科目
- 学科

1. 低圧の電気に関する基礎知識（1時間）
2. 低圧の電気装置に関する基礎知識（2.5時間）
3. 低圧用の安全作業用具に関する基礎知識（0.5時間）
4. 電気自動車の整備作業の方法（1時間）
5. 関係法令（1時間）

- 実技

1. 電気自動車の整備作業の方法（1時間）